# Oba Kenji
Kenji Oba (sinh ngày 14 tháng 8 năm 1967) là một cầu thủ bóng đá người Nhật Bản.

## Sự nghiệp câu lạc bộ
Kenji Oba đã từng chơi cho Nissan Motors, Kashima Antlers, Kashiwa Reysol và Kawasaki Frontale.

## Thống kê câu lạc bộ

### J.League
| Đội             | Năm       | J.League | J.League | J.League Cup | J.League Cup | Tổng cộng | Tổng cộng |
| Đội             | Năm       | Trận     | Bàn      | Trận         | Bàn          | Trận      | Bàn       |
| --------------- | --------- | -------- | -------- | ------------ | ------------ | --------- | --------- |
| Kashima Antlers | 1992      | -        | -        | 10           | 1            | 10        | 1         |
| Kashima Antlers | 1993      | 9        | 0        | 1            | 0            | 10        | 0         |
| Kashima Antlers | 1994      | 13       | 0        | 0            | 0            | 13        | 0         |
| Kashiwa Reysol  | 1995      | 24       | 1        | -            | -            | 24        | 1         |
| Kashiwa Reysol  | 1996      | 4        | 0        | 11           | 0            | 15        | 0         |
| Tổng cộng       | Tổng cộng | 50       | 1        | 22           | 0            | 72        | 1         |